# 巽卦

巽卦

巽卦，簡稱巽，為八卦的其中一卦，畫做☴，代表風。同時為六十四卦之中的第五十七卦，上下卦都是八卦之中的巽卦，就是☴，都是代表風，所以巽卦就畫成䷸。為方便記住卦象，有個名叫巽為風。

## 卦辭
小亨，利攸往，利見大人。
彖曰：重巽以申命，剛巽乎中正而志行。柔皆順乎剛，是以小亨，利有攸往，利見大人。
象曰：隨風，巽；君子以申命行事。

## 爻辭
初六：進退，利武人之貞。
九二：巽在床下，用史巫紛若，吉無咎。
九三：頻巽，吝。
六四：悔亡，田獲三品。
九五：貞吉悔亡，無不利。 無初有終，先庚三日，後庚三日，吉。
上九：巽在床下，喪其資斧，貞凶。